# Yamamoto Shohei
Shohei Yamamoto (sinh ngày 29 tháng 8 năm 1982) là một cầu thủ bóng đá người Nhật Bản.

## Sự nghiệp câu lạc bộ
Shohei Yamamoto đã từng chơi cho Kyoto Purple Sanga, Mito HollyHock, ALO's Hokuriku, Roasso Kumamoto, V-Varen Nagasaki và Kamatamare Sanuki.